# Strohmberg
Der Strohmberg, obersorbisch Wósmužowa hora, ist ein 266 m ü. NHN hoher Berg im Oberlausitzer Gefilde in Sachsen. Der zum Landschaftsschutzgebiet deklarierte alleinstehende Doppelgipfel (Nordgipfel 258,6 m hoch) liegt zweieinhalb Kilometer südlich der Stadt Weißenberg in der Oberlausitz.

## Geographie
Der bewaldete Berg wird im Osten und Norden weiträumig vom Löbauer Wasser umflossen. Umliegende Ortschaften sind Weißenberg im Norden, Maltitz im Osten, Nostitz im Südosten, Zschorna und Lauske im Südwesten, Särka im Westen und Kotitz im Nordwesten. Am östlichen Fuß des Berges führte die alte Handelsstraße von Löbau nach Weißenberg vorbei. Später wurde die Straße zur Chaussee (heute S 112) ausgebaut und westlich am Berg trassiert.

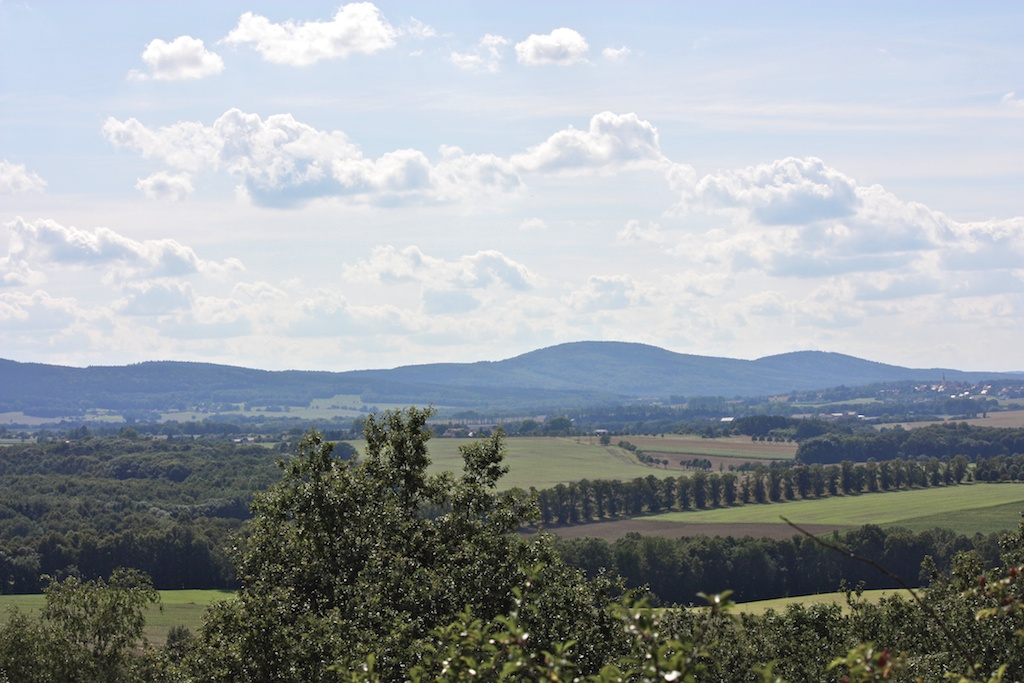
Blick vom Gipfel auf die Czornebohkette

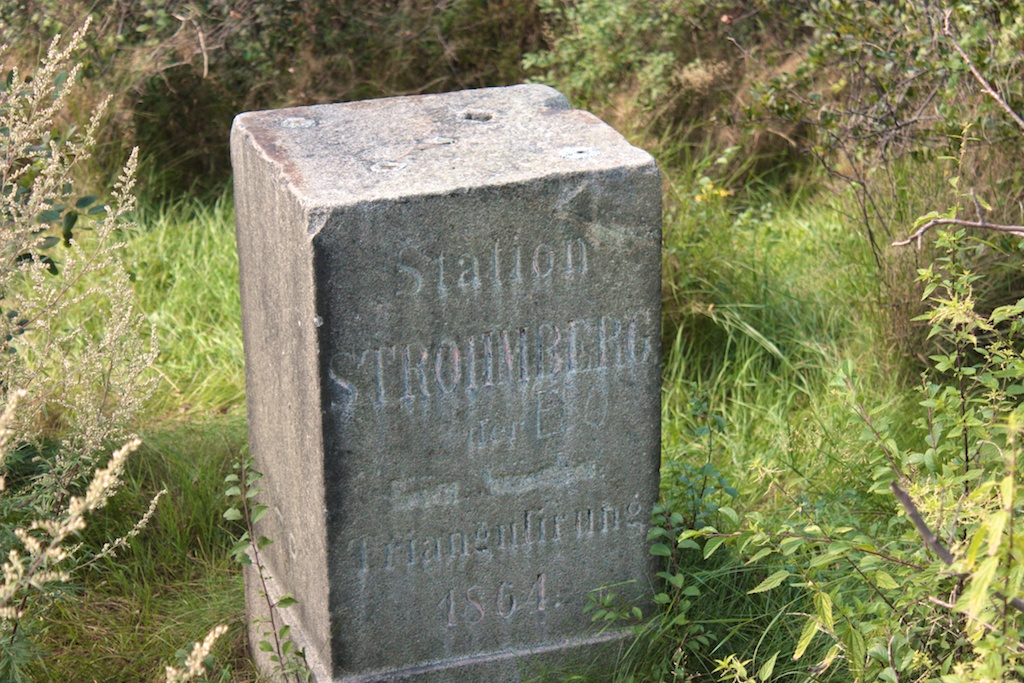
Pfeiler der Königlich-Sächsischen Triangulation von 1864

Von dem als Landmarke geltenden und mit 21,5 ha Wald bestandenen Strohmberg, der sich um 75 m aus der Landschaft erhebt, ist ein weiter Rundblick über die Teich- und Heidelandschaft im Norden sowie das Hügelland bis nach Bautzen, zur Czornebohkette, dem Löbauer Berg, Rotstein, Landeskrone, Königshainer Berge und der Hohen Dubrau möglich. Weiterhin ist bei guter Fernsicht im Südosten das Riesengebirge zu erkennen.
Der Gipfel des Strohmbergs diente bei der Königlich-Sächsischen Triangulation als Station 2. Ordnung, der entsprechende Messpunkt ist noch heute auf dem Gipfel zu finden. Eine hohe, genau über dem Messpunkt errichtete dreibeinige Holzbake zur besseren Ferntriangulation existiert heute nicht mehr.

## Geologie
Der Strohmberg ist ein mit schmalem Kamm verbundener Doppelgipfel aus Nephelinbasalt, der sich in Nordwest-Südost-Richtung auf einem Kilometer erstreckt. Auf seiner Schmalseite erreicht er eine Ausdehnung von 400 Metern.
Am Strohmberg nahmen mehrere bedeutende Wissenschaftler Grabungen vor. Zu ihnen zählen Bernhard von Cotta, der 1830 geologische Untersuchungen vornahm. Weitere Grabungen erfolgen 1870 durch Rudolf Virchow und 1880 durch Friedrich Senf. Hermann Schmidt führte 1899 und 1906 intensive Untersuchungen durch.

Nephelinbasalt am Gipfel

Der Basalt des Berges wurde bereits seit dem 19. Jahrhundert als Baustoff genutzt. An seinem Südgipfel befinden sich zwei stillgelegte kleinere Steinbrüche, die mindestens seit 1836 durch das Rittergut Särka betrieben worden sind. Ein weitaus größerer Bruch liegt auf den Katastern von Maltitz und Weißenberg am nördlichen Fuß des Berges. Dieser wurde im Jahr 1900 aufgenommen, 1906 errichtete die Firma Krebs ein Schotterwerk. Erstaunlich blieb die Standortwahl, da der Sonnenbrenner nur als minderwertiger Bauzusatz geeignet ist. 1919 erhielt das Schotterwerk einen Gleisanschluss von der Bahnstrecke Löbau–Radibor und mit dem Steinbruch war es durch 250 m lange Feldbahn verbunden. Seit 1921 ruhte der Steinbruchbetrieb und im Jahr 1923 ging der Betrieb auf Einwirkung durch die deutsche Inflation 1914 bis 1923 in Konkurs. Der Steinbruchbetrieb wurde nie wieder aufgenommen und die Gleise in den 1920er Jahren wieder abgebaut.

## Fauna und Flora
Die reichhaltige Pflanzenwelt auf dem Verwitterungsboden wurde erstmals zum Ende des 18. Jahrhunderts durch die Herrnhuter Brüdergemeine untersucht und in der Flora von Niesky (1797) und der Flora Kleinwelkiensis (1804) erwähnt. In den Jahren 1961 und 1967 konnte Theodor Schütze am Strohmberg 360 Pflanzenarten nachweisen. Daneben weist der Berg eine Vielfalt an Vogel-, Schmetterlings- und Landschneckenarten auf.

## Besiedlung
Auf dem Strohmberg befand sich eine alte slawische Burgstätte, die vermutlich aus dem 11. Jahrhundert stammt, mit einer aus Trockenmauern errichteten Gipfelburg und Holzbauten, die mit Erdreich angefüllt waren. Der am Südgipfel befindliche Wall wurde durch den Gesteinsabbau größtenteils zerstört, jedoch zuvor u. a. durch Virchow und Richard Andree untersucht und beschrieben.
Laut Andree handelte es sich um einen halbmondförmigen, nach Osten hin offenen Wall von etwa 100 Metern Ausdehnung, der nach innen zu flach abfiel und etwa anderthalb bis zwei Meter hoch, nach außen hin jedoch steil und bis zu drei Meter hoch war. Die Dammkrone hatte eine Breite von durchschnittlich drei Metern. Der Wall bestand aus dem ortsüblichen Basalt, der nachträglich verschlackt und damit verfestigt worden war.